# میرزاحسن‌لی
میرزاحسن‌لی (به لاتین: Mirzə Həsənli) یک منطقهٔ مسکونی در جمهوری آرتساخ است که در استان کاشاتاق واقع شده‌است.